# Unité urbaine de Haguenau
L'unité urbaine de Haguenau est une unité urbaine française centrée sur Haguenau, une des sous-préfectures du Bas-Rhin, en région Grand-Est.

## Données générales
Dans le zonage réalisé par l'Insee en 1999, l'unité urbaine était composée de cinq communes.
Dans le zonage réalisé en 2010, l'unité urbaine était composée de six communes, la commune d'Ohlungen ayant été ajoutée au périmètre.
Dans le nouveau zonage réalisé en 2020, elle est composée des six mêmes communes.
En 2022, avec 61 099 habitants, elle représente la 2e unité urbaine du département du Bas-Rhin et occupe le 11e rang dans la région Grand-Est.
En 2022, sa densité de population s'élève à 259 hab/km2. Par sa superficie, elle ne représente que 4,97 % du territoire départemental et, par sa population, elle regroupe 5,28 % de la population du département du Bas-Rhin.

## Composition 2020 de l'unité urbaine
Elle est composée des six communes suivantes :
| Nom                     | Code Insee | Département | Statut       | Superficie (km2) | Population (dernière pop. légale) | Densité (hab./km2) | Modifier                                    |
| ----------------------- | ---------- | ----------- | ------------ | ---------------- | --------------------------------- | ------------------ | ------------------------------------------- |
| Haguenau (ville-centre) | 67180      | Bas-Rhin    | ville-centre | 182,59           | 36 070 (2022)                     | 198                | modifier les données · modifier les données |
| Bischwiller             | 67046      | Bas-Rhin    | banlieue     | 17,25            | 12 211 (2022)                     | 708                | modifier les données · modifier les données |
| Kaltenhouse             | 67230      | Bas-Rhin    | banlieue     | 3,72             | 2 443 (2022)                      | 657                | modifier les données · modifier les données |
| Oberhoffen-sur-Moder    | 67345      | Bas-Rhin    | banlieue     | 14,25            | 3 878 (2022)                      | 272                | modifier les données · modifier les données |
| Ohlungen                | 67359      | Bas-Rhin    | banlieue     | 8,39             | 1 381 (2022)                      | 165                | modifier les données · modifier les données |
| Schweighouse-sur-Moder  | 67458      | Bas-Rhin    | banlieue     | 9,91             | 5 116 (2022)                      | 516                | modifier les données · modifier les données |

## Évolution démographique
| 1968   | 1975   | 1982   | 1990   | 1999   | 2006   | 2011   | 2016   | 2022   |
| ------ | ------ | ------ | ------ | ------ | ------ | ------ | ------ | ------ |
| 39 762 | 43 723 | 46 942 | 48 800 | 54 537 | 58 822 | 59 071 | 58 939 | 61 099 |

#### Données générales
- Unité urbaine en France
- Aire d'attraction d'une ville
- Liste des unités urbaines de France

#### Données démographiques en rapport avec l'unité urbaine de Haguenau
- Aire d'attraction de Haguenau
- Aire d'attraction de Strasbourg (partie française)
- Arrondissement de Haguenau-Wissembourg

#### Données démographiques en rapport avec le Bas-Rhin
- Démographie du Bas-Rhin